# La Rose blanche (roman)
Pour les articles homonymes, voir Rose blanche.
La Rose blanche (titre originel : The White Rose) est le troisième volume du Cycle de la Compagnie noire et dernier tome de la trilogie des Livres du Nord. Cette œuvre est publiée en 1985, sous la plume de Glen Cook. Empreinte, une fois n’est pas coutume, de la noirceur associée aux précédents volets, elle met fin à l’Empire de la Dame, aux agissements du Dominateur et à l’asservissement de la Compagnie. Tour à tour dans la lecture de lettres énigmatiques ou plongé au cœur de l’action, Cook inspire son lecteur dans  l’univers chaotique où il se complait.

## Résumé
Quasi-anéantie, terrée au plus profond de la Plaine de la Peur, dans des tunnels sombres à l’atmosphère pesante, la Compagnie noire a définitivement changé de camp. Sous la bannière de la Rose Blanche et parjure à la Dame, elle repousse avec difficulté les assauts des nouveaux Asservis, au cœur d’un royaume d’étrangetés et de menhirs parlants. C’est au cœur de cet univers de corail, de cette contrée où les baleines volent et où des mantes géantes crachent des boules de feu, protégé par le bouclier antimagie que génère Chérie, que Toubib commence la lecture d’étranges missives contant l’histoire de Bomanz, le magicien à l’origine du retour de la Dame.
Les messages se succèdent sans en dire plus sur le mystérieux rédacteur de ce récit oublié de tous qui semble se cacher quelque part entre Donne et Aviron. Suivant les conseils de l'Arbre ancêtre, demi-dieu déchu échoué dans la Plaine, Toubib, Qu’un-Œil et Gobelin finissent par s’engager dans un dangereux périple pour Le Nord et les Tumulus, où semble se terrer l’individu en question. Aux Tumulus, le Dominateur s’agite dans son tombeau et rien, pas même les agissements d'un certain Choucas, nouveau membre de la garde qui s'intéresse de près au tombeau, et les allées et venues des vassaux de La Dame, ne semble entraver son retour.
L'un des messagers, Traqueur, les accompagne avec son animal de compagnie, Saigne-Crapaud le Chien. Ce voyage dans le nord permet à la Compagnie noire de découvrir que Choucas, l'auteur des lettres, n'est autre que Corbeau - ce qui bouleverse Chérie qui le croyait mort -, et qu'il est désormais prisonnier d'un esprit des Tumulus, comme le corps de Bomanz avant lui. Au cours de ce périple, Toubib est séparé de ses camarades et fait prisonnier par la Dame. Celle-ci, consciente des agissements du Dominateur, décide de raccompagner Toubib dans la Plaine de la Peur, afin de proposer une alliance à Chérie. Cette alliance, acceptée de mauvaise grâce, est validée malgré l'intervention de Traqueur et de Saigne-Crapaud le Chien, le premier étant le guide et servant du second, émissaire du Dominateur. Saigne-Crapaud le Chien enfui, l'Arbre ancêtre confie à Traqueur, retourné, son propre rejeton, afin de le planter sur le tombeau du Dominateur, l'Arbre ancêtre étant déjà lui-même planté sur la tombe d'un autre fléau du monde. La Compagnie dans son ensemble repart vers le Nord, accompagnée de la Dame.
Une fois aux Tumulus, l'alliance permet de tirer d'affaire Corbeau et Bomanz, celui-ci ajoutant ses connaissances et ses pouvoirs aux ennemis du Dominateur. Mais au cœur de la bataille, alors que de cernier vient d'être vaincu, le Boiteux se retourne contre la Dame, persuadé de connaître son vrai nom. Il ne fait que se condamner, s'étant trompé, mais a néanmoins le temps de tirer une flèche, qui atteint la Dame. Entre-temps, l'intervention agressive de Corbeau, ranimé par les soins conjugués des sorciers de la Compagnie et de la Dame, précipite la chute des deux camps. En effet, pour retrouver une place dans le cœur de Chérie, il décide de tuer la Dame, affaiblie par le Nul de la Rose Blanche et la flèche reçue du Boiteux. Toubib s'interpose, mû par la volonté de sauver la femme qui a su et pu empêcher le retour du Dominateur : Corbeau prend lui aussi une flèche. Alors la Dame blessée se relève, attire à elle Chérie et abat son jeu : elle connait son vrai nom, et la neutralise. La perte du pouvoir de Chérie signifie la disparition du Nul, la Dame recouvre sa puissante magie et supplante sa plus redoutable adversaire. Cependant, épuisée par le combat et diminuée par la flèche magique du Boiteux, elle s'effondre de nouveau. Silence, sous les yeux de Toubib, brise son serment de mutisme et prononce alors le nom de la Dame, que l'équipe avait déduit des échecs du Dominateur et du Boiteux. La Dame perd alors tous ses pouvoirs. Les plus récents Asservis, liés à son sort, s'effondrent, et le corps du Boiteux est brûlé par les derniers membres de la Compagnie.
La Compagnie noire enregistre ses plus lourdes pertes depuis des siècles. Toubib, désigné comme nouveau Capitaine de la Compagnie, offre à ceux qui veulent s'en aller de partir et appelle les autres à un retour aux origines, dans le Khatovar, dont la Compagnie noire, la septième Compagnie franche, est originaire selon les Annales. Seuls Murgen, Otto, Hagop, Gobelin et Qu'un-Œil se joignent à Toubib dans ce nouveau périple ; Silence décide de partir avec Chérie, ainsi que quelques autres compagnons ; Corbeau, encore trop faible, reste aux Tumulus, en compagnie de Casier, un membre de la Garde éternelle qui l'a pris en amitié. La Dame, désormais simple mortelle, accompagne Toubib et propose de s'arrêter à la Tour de Charme pour reprendre les Annales de la Compagnie noire.